# انصهار نووي

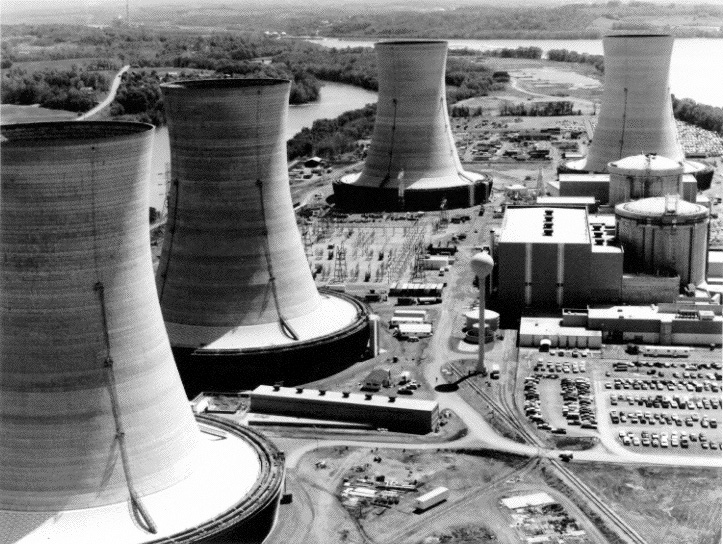
"ثري مايل آيلاند"، محطة لتوليد الطاقة النووية، تتألف من اثنين من مفاعلات الماء المضغوط المصنعة من قبل شركة بابكوك ويلكوكس متصلة بأبراج التبريد. أما المفاعل الذي يبدو في الخلف، فقد تعرض لأضرار كبيرة بسبب ارتفاع حرارة المفاعل، ولكن تم السيطرة عليها.

الانصهار النووي (بالإنجليزية: Nuclear meltdown)‏ (يُشار إليه أيضًا بانصهار اللب، أو حادثة ذوبان اللب، أو الانصهار، أو ذوبان اللب الجزئي) هو حادثة خطيرة تحدث في المفاعل النووي ينجم عنها تلف اللب نتيجة فرط الإحماء. لم تعتمد الوكالة الدولية للطاقة الذرية ولا اللجنة التنظيمية النووية مصطلح الانصهار النووي رسميًا. عُرّف معنى المصطلح بأنه الذوبان العرضي للب مفاعل نووي، ومع ذلك، يشيع استخدامه في الإشارة إلى انهيار اللب سواء كان كليًا أو جزئيًا.
تقع حادثة انصهار اللب عندما يتخطى مستوى الحرارة التي ينتجها المفاعل مستوى الحرارة التي تُصرّفها أنظمة التبريد إلى درجة يتجاوز فيها عنصر واحد من عناصر الوقود النووي على الأقل نقطة انصهاره. يختلف هذا الأمر عن فشل عنصر الوقود النووي الذي لا ينتج عن درجات الحرارة العالية. قد يكون الانصهار نتيجة فقدان محلول التبريد، أو نقص ضغط محلول التبريد، أو انخفاض معدل تدفق محلول التبريد، أو قد يكون نتيجة انحراف حاد في المفاعل إذ يعمل المفاعل على مستوى طاقيّ يتجاوز الحدود التي صُمم على أساسها. من جهة أخرى، يمكن لحريق خارجي أن يشكل خطرًا على اللب، ما يؤدي إلى الانصهار.
فور بدء عناصر وقود المفاعل بالذوبان، يُخترق غطاء الوقود، ومن الممكن للوقود النووي (مثل اليورانيوم، أو البلوتونيوم، أو الثوريوم) ونواتج الانشطار النووي (مثل نظير السيزيوم 137، أو نظير الكريبتون 85، أو نظير اليود 131) أن تترسب في محلول التبريد. تستطيع الأعطال اللاحقة أن تمكّن هذه النظائر المشعة من اختراق المزيد من طبقات الحاوية. يمكن للبخار المحمص والمعدن المسخّن داخل اللب أن يقودا إلى تفاعلات بين الوقود ومحلول التبريد، أو إلى انفجار هيدروجيني، أو طرق مائي، وهي حوادث كل منها قادر على تدمير أجزاء من الحاوية. يُعتبر الانصهار خطيرًا للغاية بسبب احتمالية اختراق المواد المشعة الحاوية كلها وهروبها (أو انطلاقها) إلى البيئة، مسببة تلوثًا إشعاعيًا وتهاطلًا نوويًا، وقد تؤدي إلى تسمم إشعاعي يصيب الناس والحيوانات القريبة.

## أسبابه
تولد معامل الطاقة النووية كهرباء بواسطة سائل تسخين عبر مفاعل نووي لتشغيل المولد. إذا لم تُصرّف حرارة المفاعل على نحو كافٍ، قد تذوب مركبات الوقود في لب المفاعل. يمكن أن تقع حادثة تلف اللب حتى بعد إيقاف تشغيل المفاعل لأن الوقود يستمر في إنتاج حرارة اضمحلال.
تنتج حادثة تلف اللب عن فقدان التبريد الكافي للوقود النووي داخل لب المفاعل. قد يكون السبب واحدًا من عدة عوامل تشمل حادثة فقدان التحكم بالضغط، أو حادثة فقدان محلول التبريد، أو انحراف طاقي خارج عن السيطرة، أو حريق ضمني في اللب في حالة المفاعلات غير الحاوية على وعاء ضغط. قد تسبب الأعطال في أنظمة التحكم سلسلةً من الأحداث ينتج عنها ضياع في التبريد. تضمن مبادئ أمان الدفاع في العمق المعاصرة الوجود الدائم لعدة طبقات من أنظمة الحماية للتخفيف من فرص وقوع حوادث كهذه.
بناء الاحتواء النووي هو الأخير من طبقات الحماية العديدة التي تمنع انطلاق النشاط الإشعاعي إلى البيئة. تُحتوى العديد من المفاعلات التجارية في بنية من خرسانة مسلحة سدودة للهواء ومدعومة بالحديد، تتراوح سماكتها بين 1.2 إلى 2.4 متر (3.9 إلى 7.9 قدم)، ويمكنها مقاومة الرياح بقوة إعصار استوائي والهزات الأرضية الشديدة.

## طريقة العمل

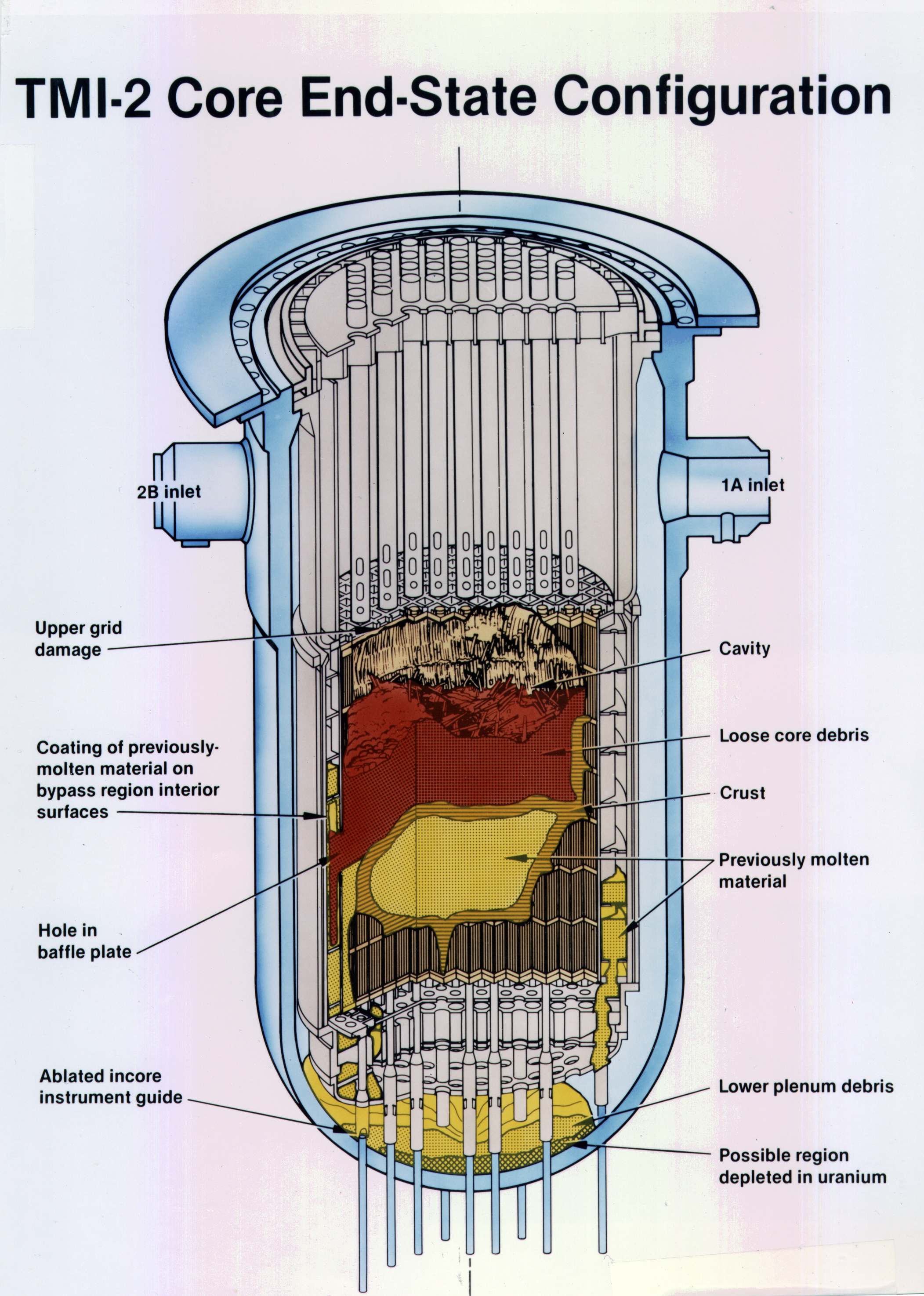
نهاية الكور والتكوين في المفاعل

الانصهار النووي عملية معاكسة للانشطار النووي تماماً، ففي عملية الانصهار النووي تتحد نواتان خفيفتان لتكوّنا نواة جديدة. إلا أن عملية الاندماج ليست ممكنة في جميع العناصر، حيث تحدث في العناصر التي يكون فيها مجموع طاقة الربط للنواتين قبل الاندماج أكبر من طاقة الربط للنواة الناتجة من الاندماج، فيتم بذلك الاستفادة من الفرق في الطاقة.
ويعتبر الانصهار النووي أقل خطراً من الانشطار النووي بسبب عدم وجود إشعاعات نووية في هذا التفاعل.
لحدوث الانصهارالنووي لا بد من توفر طاقة كبيرة للتغلب على قوة التنافر الكهربائي بين النواتين وتقريبهما من بعضهما، ليتاح لقوى الترابط النووية أن تعمل؛ لا يمكن الحصول عل الطاقة اللازمة لبدء التفاعل بطريقة تقليدية، حيث تصل إلى 10^10 درجة كالفن، لذا يستعان بالتفاعل الانشطاري لكي يحدث التفاعل الاندماجي كما في القنبلة الهيدروجينية، حيث يوضع فيها قنبلة صغيرة انشطارية، ينتج عنها طاقة كافية لحدوث تفاعل اندماجي بين ذرات نظير الهيدروجين وهي من مكونات القنبلة الهيدروجينية. وجدير بالذكر أن الطاقة الناتجة عن اندماج نواتين تكون أكبر بكثير من الطاقة اللازمة لإحداث هذا الاندماج.

## الأسباب
في بعض أنواع المفاعلات السوفيتية السابقة، مثل ربمك (RBMK) المتسبب في حادث تشرنوبيل، يحيط غلاف من الفولاذ المقوى سماكته تتراوح بين 1.2 إلى 2.4 متر (3.9 إلى 7.9 قدم) بالمفاعل، وتكون مساحة ملامسة الهواء داخله ضيقة جداً، ما يضمن في المستقبل عدم إطلاق المواد المشعة في أي ظرف طارئ.
أما أسباب التسرب فهي عديدة، منها:
- خسارة في المبرد الذي يحتوي عادة على منزوع أيونات الماء وهو غاز خامل، أو قد يحوي الصوديوم السائل. وفي حال ظهور عطل ما في المبرد، يحدث ارتفاع في درجة الحرارة مما يؤدي إلى انصهار المواد المشعة إلى درجة عالية وتسربها أو انفجارها.
- ارتفاع مفاجئ في التيار الكهربائي في المفاعل بسبب الزيادة المفاجئة في تفاعلات المفاعل، التي تؤثر على مضاعفة النيوترونات (ومن الأمثلة على ذلك طرد قضيب السيطرة أو إحداث تغييرات كبيرة في الخصائص النووية).
- فقدان السيطرة على الضغط المطلوب، مثل ضغط المبرد أو الضغط اللازم للبخار المضغوط.
- إن لم تكن مواصفات مبنى المفاعل متطابقة مع مواصفات تصميم المفاعل ومحتواه، يؤثر ذلك على أمان عمل المفاعل.
- المسببات الطبيعية مثل الحريق أو الزلازل وغيرها، مما يؤدي إلى أضرار بالمفاعل. لذلك تكون مباني المفاعل النووي محصنة بشكل كبير ضد مثل هذه المسببات.

### تصاميم المفاعلات الغربية
تتضمن عملية تصميم المفاعلات الغربية خطط لمنع وقوع أحداث أساسية مما ذكر أعلاه. ساهمت الخبرة التشغيلية التي تكونت من أكثر من 50 عاماً في العمل في عدة مئات من المفاعلات النووية في توفير مفاعلات الماء الخفيف الغربية، واتخاذ تدابير شاملة لمنع الحوادث والإخفاقات والحد من الأخطاء التي قد تنجم عنها. وتنتمي المفاعلات الغربية إلى ما يسمى اي سي سي اس (ECCS). وهناك ما لا يقل عن نسختين من اي سي سي اس (ECCS) وفي هذه النسخ تتخذ درجة عالية من الحيطة للطوارئ.

### المفاعلات النووية السوفيتية سابقاً
في الاتحاد السوفييتي السابق (ورابطة الدول المستقلة)، ثمة نسخة تسمى الرمبكس (RBMKs)، موجودة حالياً في روسيا ورابطة الدول المستقلة؛ عيب هذه المفاعلات إنها لا تملك مباني الاحتواء كالتي توجد في المفاعلات الغربية، إلا الحديثة منها، وهذا يعني إنها لا تطبق معايير كافية للسلامة كما في المفاعلات الغربية.